# 1247
Năm 1247 là một năm trong lịch Julius.

## Sinh
- Isabella của Tây Ban Nha, nữ hoàng của Philip III của Pháp (mất năm 1271)
- Angelo da Clareno, người sáng lập Fraticelli (mất 1337)
- Little Saint Hugh của Lincoln (mất năm 1255)
- John II, Bá tước của Hainaut (mất năm 1304)
- Rashid-Din al-Hamadani, nhà văn, nhà sử học Ba Tư (khoảng ngày) (mất 1318)
- Trương Tam Phong, Trung Quốc
- Giles của Roma, tổng giám mục, nhà triết học La Mã
- 22 tháng 12 - Trần Khắc Chung, Tể tướng nhà Trần (m, 1330)